# Mattia Aramu
Mattia Aramu (Cirié, 14 maggio 1995) è un calciatore italiano, centrocampista o attaccante svincolato.

## Biografia
Nato da padre torinese e madre comasca, con un nonno di origini sarde, cresce nelle giovanili del Torino.

## Carriera

### Club

#### Gli inizi: Torino, Trapani e Livorno
Cresciuto nelle giovanili del Torino, viene convocato per la prima volta in prima squadra durante la stagione 2013-2014.
Il 4 luglio 2014 passa in prestito secco al Trapani in Serie B. A fine stagione con i siciliani gioca 24 partite e segna 2 gol.
Il 4 agosto 2015 passa in prestito al Livorno in Serie B. Segna alla Ternana la sua prima rete in amaranto, successivamente si ripete con due centri all'Ascoli e con la doppietta al Lanciano all'ultima giornata che non basta ai labronici per evitare la retrocessione in Lega Pro.

#### Ritorno al Torino, Pro Vercelli
Terminato il prestito rientra in rosa al Torino ed esordisce con i Granata il 13 agosto 2016, entrando al 87' della partita del 3º turno di Coppa Italia vinta 4-1 contro la Pro Vercelli. Fa il suo esordio in Serie A il 21 settembre 2016 giocando titolare nella partita Pescara-Torino (0-0).
Al termine del mercato di gennaio, la società decide tuttavia di mandarlo a maturare ulteriore esperienza e Aramu si trasferisce in prestito in Serie B alla Pro Vercelli, fortemente voluto dall'ex granata Moreno Longo, che siede sulla panchina dei bianchi e che già lo aveva allenato nella formazione Primavera del Torino.

#### Virtus Entella e Siena
Il 21 agosto 2017, dopo essere ritornato al Torino viene ceduto nuovamente in prestito alla Virtus Entella. Gioca 27 partite e va a segno solo una volta contro l'Ascoli, proprio la squadra con cui a fine stagione l'Entella perde lo spareggio playout, retrocedendo in C.
Tornato al Torino, il club granata il 31 agosto 2018 lo cede a titolo definitivo al Siena. Con i toscani segna complessivamente 7 gol nel campionato di serie C.

#### Venezia
Il 10 luglio 2019 viene ceduto al Venezia a titolo definitivo, firmando un contratto triennale. Esordisce l'11 agosto in Coppa Italia segnando il definitivo gol del 2-1 al Catania. Il 24 agosto successivo debutta in campionato, nella sconfitta interna contro la Cremonese. Il 26 ottobre segna la sua prima rete con i lagunari in campionato, nella sconfitta per 3-2 in trasferta contro il Crotone. Si ripeterà tre giornate dopo decidendo la gara casalinga contro il Livorno. Termina la sua prima annata ai lagunari mettendo assieme 33 presenze e 13 reti.
Il 20 marzo 2021, nella vittoria per 4-1 sul campo del Monza, sigla la sua prima tripletta in Serie B. Il giocatore conclude l'annata 2020-2021 mettendo a segno 10 reti, aiutando la propria squadra a raggiungere la promozione in Serie A.
Il 27 settembre 2021 segna la sua prima rete in Serie A, trasformando il calcio di rigore del definitivo pareggio contro il Torino (1-1), squadra con cui debuttò nella massima serie. Il 18 ottobre decide la gara casalinga contro la Fiorentina. Conclude la stagione mettendo a segno 7 reti e 5 assist, con la propria squadra condannata alla retrocessione con un turno d'anticipo.

#### Genoa e prestiti e Bari e Mantova
Il 25 agosto 2022 firma un contratto triennale con il Genoa, militante quella stagione nella Serie B, nell'ambito dell'operazione che ha portato Antonio Candela in arancioneroverde. Debutta in campionato con il Grifone il 9 settembre, in una sconfitta in casa del Palermo.Il 7 novembre seguente arriva la sua prima rete in rossoblù, in occasione della gara di campionato persa per 2-1 sul campo della Reggina. Si ripete l'8 dicembre nel successo casalingo contro il Südtirol. Complice la promozione in Serie A, termina la stagione con 28 presenze e solamente 2 reti.
Il 1º settembre 2023 passa al Bari in prestito con obbligo di riscatto in caso di promozione in Serie A. Debutta con i Galletti due giorni dopo, in un pareggio a reti bianche contro la Ternana. Durante il prosieguo del campionato, i biancorossi incapperanno in una serie spropositata di risultati negativi, che li porteranno a dover disputare i play-out contro la Ternana. La squadra pugliese riuscirà poi a salvarsi nella gara di ritorno allo Stadio Libero Liberati vincendo per 3-0, con Aramu che però non verrà mai utilizzato. Conclude la stagione con 19 presenze all'attivo non venendo riscattato dal club pugliese.
Il 25 luglio 2024 passa al Mantova in prestito con diritto di riscatto. Esordisce con i lombardi il 3 agosto seguente, nel match valido per il turno preliminare di Coppa Italia contro la Torres. Il 18 agosto è la volta del suo debutto in campionato, avvenuto negli sviluppi di un pareggio in casa della Reggiana. Il 14 dicembre segna la sua prima rete con i virgiliani, ribattendo in rete al 90' un calcio di rigore respinto dal portiere del Südtirol Giacomo Poluzzi e fissando il punteggio finale sul 2-2, tornando a segnare un gol dopo 2 anni d'assenza.

### Nazionale
Compie tutta la trafila delle selezioni nazionali giovanili. Il 12 agosto 2015 esordisce nella nazionale Under-21 italiana, entrando al minuto 78º in una partita amichevole disputata contro l'Ungheria (0-0).

## Statistiche

### Presenze e reti nei club
Statistiche aggiornate al 13 maggio 2025.
| Stagione        | Squadra         | Campionato      | Campionato | Campionato | Coppe nazionali | Coppe nazionali | Coppe nazionali | Coppe continentali | Coppe continentali | Coppe continentali | Altre coppe | Altre coppe | Altre coppe | Totale | Totale |
| Stagione        | Squadra         | Comp            | Pres       | Reti       | Comp            | Pres            | Reti            | Comp               | Pres               | Reti               | Comp        | Pres        | Reti        | Pres   | Reti   |
| --------------- | --------------- | --------------- | ---------- | ---------- | --------------- | --------------- | --------------- | ------------------ | ------------------ | ------------------ | ----------- | ----------- | ----------- | ------ | ------ |
| 2014-2015       | Trapani         | B               | 24         | 2          | CI              | 1               | 0               | -                  | -                  | -                  | -           | -           | -           | 25     | 2      |
| 2015-2016       | Livorno         | B               | 23         | 5          | CI              | 0               | 0               | -                  | -                  | -                  | -           | -           | -           | 23     | 5      |
| 2016-gen. 2017  | Torino          | A               | 1          | 0          | CI              | 1               | 0               | -                  | -                  | -                  | -           | -           | -           | 2      | 0      |
| gen.-giu. 2017  | Pro Vercelli    | B               | 15         | 1          | CI              | 0               | 0               | -                  | -                  | -                  | -           | -           | -           | 15     | 1      |
| 2017-2018       | Virtus Entella  | B               | 27+2       | 1          | CI              | 0               | 0               | -                  | -                  | -                  | -           | -           | -           | 29     | 1      |
| 2018-2019       | Siena           | C               | 31+1       | 7          | CIC             | 1               | 1               | -                  | -                  | -                  | -           | -           | -           | 33     | 8      |
| 2019-2020       | Venezia         | B               | 31         | 11         | CI              | 2               | 2               | -                  | -                  | -                  | -           | -           | -           | 33     | 13     |
| 2020-2021       | Venezia         | B               | 34+5       | 9+1        | CI              | 0               | 0               | -                  | -                  | -                  | -           | -           | -           | 39     | 10     |
| 2021-2022       | Venezia         | A               | 32         | 7          | CI              | 1               | 0               | -                  | -                  | -                  | -           | -           | -           | 33     | 7      |
| Totale Venezia  | Totale Venezia  | Totale Venezia  | 97+5       | 27+1       |                 | 3               | 2               |                    |                    |                    |             |             |             | 105    | 30     |
| 2022-2023       | Genoa           | B               | 26         | 2          | CI              | 2               | 0               | -                  | -                  | -                  | -           | -           | -           | 28     | 2      |
| 2023-2024       | Bari            | B               | 19         | 0          | CI              | -               | -               | -                  | -                  | -                  | -           | -           | -           | 19     | 0      |
| 2024-2025       | Mantova         | B               | 25         | 2          | CI              | 2               | 0               | -                  | -                  | -                  | -           | -           | -           | 27     | 2      |
| Totale carriera | Totale carriera | Totale carriera | 296        | 48         |                 | 10              | 3               |                    | -                  | -                  |             | -           | -           | 306    | 51     |

### Cronologia presenze e reti in nazionale
| Cronologia completa delle presenze e delle reti in nazionale ― Italia under 21 | Cronologia completa delle presenze e delle reti in nazionale ― Italia under 21 | Cronologia completa delle presenze e delle reti in nazionale ― Italia under 21 | Cronologia completa delle presenze e delle reti in nazionale ― Italia under 21 | Cronologia completa delle presenze e delle reti in nazionale ― Italia under 21 | Cronologia completa delle presenze e delle reti in nazionale ― Italia under 21 | Cronologia completa delle presenze e delle reti in nazionale ― Italia under 21 | Cronologia completa delle presenze e delle reti in nazionale ― Italia under 21 |
| Data                                                                           | Città                                                                          | In casa                                                                        | Risultato                                                                      | Ospiti                                                                         | Competizione                                                                   | Reti                                                                           | Note                                                                           |
| ------------------------------------------------------------------------------ | ------------------------------------------------------------------------------ | ------------------------------------------------------------------------------ | ------------------------------------------------------------------------------ | ------------------------------------------------------------------------------ | ------------------------------------------------------------------------------ | ------------------------------------------------------------------------------ | ------------------------------------------------------------------------------ |
| 12-8-2015                                                                      | Telki                                                                          | Ungheria under 21                                                              | 0 – 0                                                                          | Italia under 21                                                                | Amichevole                                                                     | -                                                                              | 78’                                                                            |
| Totale                                                                         |                                                                                | Presenze                                                                       | 1                                                                              |                                                                                | Reti                                                                           | 0                                                                              |                                                                                |

## Palmarès

### Nazionale
- Torneo Quattro Nazioni Under-20: 1

2015-2016